# Øve os på hinanden
Chansons représentant le Danemark au Concours Eurovision de la chanson
YES
(2020)
Øve os på hinanden est une chanson interprétée par le groupe Fyr & Flamme.
Ils sont sélectionnées pour représenter le Danemark au Concours Eurovision de la chanson 2021, à l'issue de l'émission Dansk Melodi Grand Prix 2021, diffusée le 6 mars 2021.